# Les Années douces
 (février 2018).

Les Années douces (センセイの鞄, Sensei no kaban) est un roman écrit par Hiromi Kawakami, paru en 2000.

## Résumé de l’œuvre
Ce roman raconte la relation amicale et amoureuse entre un vieux professeur de japonais et Tsukiko, une jeune femme, ancienne élève du professeur.

## Traduction française
Une traduction française par Elisabeth Suetsugu paraît aux éditions Philippe Picquier en 2003  (ISBN 2877307654)[source insuffisante].
Des traductions anglaises avaient été publiées en 2001 sous deux titres différents, 'The briefcase' (le sac, l'attaché, qui fait écho au titre original japonais de 'Le sac du professeur') et 'Strange weather in Tokyo' (Temps, ou Météo, bizarre à Tokyo).

## Adaptations
Jirō Taniguchi réalise une adaptation intitulé Les Années douces (センセイの鞄, Sensei no kaban), litt. « Le Sac du professeur »), 2008 (Casterman, 2010-2011), 2 volumes, d'après le roman de Hiromi Kawakami.